# Gerard Buyl
Gerard Buyl (Beveren, 23 september 1920 - Beveren, 10 februari 1993) was een beroepsrenner van 1945 tot 1962, die, naast twintig kermiskoersen, eenmaal Nokere Koerse (1951 - zijn topjaar met 7 overwinningen) en de Grote 1-mei Prijs (1952) won.
1948
- 5e plaats Ronde van Vlaanderen

1951
- Nokere Koerse
- GP Dr. Eugeen Roggeman - Stekene

1952
- 1ste mei prijs
- 2e plaats Bordeaux-Parijs

## Resultaten in voornaamste wedstrijden
| Jaar | Gent-Wevelgem | Ronde van Vlaanderen | Parijs-Roubaix | Omloop Het Volk | Parijs-Brussel | Waalse Pijl |
| ---- | ------------- | -------------------- | -------------- | --------------- | -------------- | ----------- |
| 1948 | 5e            | 5e                   |                | 21e             |                | 8e          |
| 1949 |               | 37e                  |                |                 |                |             |
| 1952 | 27e           | 14e                  | 76e            | 4e              | 17e            |             |
| 1953 |               |                      |                | 5e              |                |             |